# جروم کرسی
جروم کرسی (انگلیسی: Jerome Kersey; ۲۶ ژوئن ۱۹۶۲ – ۱۸ فوریهٔ ۲۰۱۵) بازیکن بسکتبال اهل ایالات متحده آمریکا بود.
وی همچنین برندهٔ جوایزی همچون انگشتر قهرمانی ان‌بی‌ای شده‌است.
از باشگاه‌هایی که در آن بازی کرده‌است می‌توان به پورتلند تریل بلیزرز، گلدن استیت واریرز، سیاتل سوپرسانیکس، سن آنتونیو اسپرز، میلواکی باکس، و لس آنجلس لیکرز اشاره کرد.